# Wallace és Gromit: Birka akció
A Wallace és Gromit: Birka akció, HBO szinkronban: Wallace és Gromit: Robot-kutya (eredeti cím:  Wallace and Gromit in A Close Shave) brit gyurmafilm, amely Wallace és Gromit című televíziós sorozat harmadik része. A forgatókönyvet Nick Park és Bob Baker írta, a filmet Nick Park rendezte, a zenéjét Julian Nott szerezte, a producerei Michael Rose és Carla Shelley voltak. Az Aardman Animations készítette, a BBC forgalmazta.

## Szereplők

### Magyar hangok
| Szereplő  | Eredeti hang | Magyar hang      | Magyar hang    |
| Szereplő  | Eredeti hang | HBO, 1996        | TV2, 2004      |
| --------- | ------------ | ---------------- | -------------- |
| Wallace   | Peter Sallis | Gyabronka József | Harsányi Gábor |
| Wendolene | Anne Reid    | Tóth Judit       | Bessenyei Emma |

### Szinkronstábok
| Magyar változat munkatársai | Magyar változat munkatársai | Magyar változat munkatársai |
| Beosztás                    | HBO, 1996                   | TV2, 2004                   |
| --------------------------- | --------------------------- | --------------------------- |
| Felolvasó                   | Oberfrank Pál               | Bay Éva                     |
| Magyar szöveg               | Soproni Klára               | Pallinger Emőke             |
| Hangmérnök                  | Pető Gábor                  | Sebestyén Dezső             |
| Vágó                        | –                           | Sebestyén Dezső             |
| Gyártásvezető               | Habdák Gabriella            | Németh Piroska              |
| Szinkronrendező             | Aprics László               | Nándori István              |
| Stúdióvezető                | Szabó Szergej               | –                           |
| Szinkronstúdió              | HBO                         | Masterfilm (Digital) Kft.   |
| Megrendelő                  | –                           | TV2                         |